# 374 Burgundia
Burgundia (asteroide 374) é um asteroide da cintura principal com um diâmetro de 44,67 quilómetros, a 2,5577833 UA. Possui uma excentricidade de 0,0798103 e um período orbital de 1 692,67 dias (4,64 anos).
Burgundia tem uma velocidade orbital média de 17,86485764 km/s e uma inclinação de 8,98647º.
Este asteroide foi descoberto em 18 de Setembro de 1893 por Auguste Charlois.
Este asteroide recebeu este nome em homenagem a Borgonha.